# Riyad Mahrez
Riyad Mahrez (àrab: رياض كريم محرز, Riyāḍ Karīm Maḥraz) (Sarcelles, 21 de febrer de 1991) és un futbolista algerià nascut a França. Juga de volant i el seu equip actual és l'Al-Ahli.
Mahrez va començar com a juvenil per al club del seu poble, l'AAS Sarcelles. Va passar a professional el 2009 amb el Quimper, on només va jugar una temporada abans d'anar a Le Havre, on es va quedar durant tres anys, primer al segon equip i finalment jugant regularment al primer. El gener de 2014, Mahrez va fitxar per al club anglès Leicester City, ajudant en una victòria a la Championship i guanyant la promoció a la Premier League al final de la seva primera temporada. Durant la temporada 2015–16 va guanyar el premi al Futbolista Algerià de l'Any, el Jugador de l'Any de la lliga anglesa, i va entrar dins l'equip ideal de la Premier League, a part de col·laborar en la victòria del Leicester City a la Premier League.
Tot i que havia nascut a França, Mahrez va debutar internacionalment amb la selecció de futbol d'Algèria el 2014 i va participar en el Mundial de futbol de 2014 i les Copes d'Àfrica de 2015 and 2017. El 2016 va ser nomenat Futbolista africà de l'any per la CAF.

## Primers anys
Mahrez va néixer a Sarcelles, França, de pare algerià i mare d'ascendència algeriana i marroquina. El seu pare Ahmed era de Beni Snous, a la Província de Tlemcen. Durant la seva infància, solia passar les vacances a Algèria. Entre els seus amics d'infantesa hi havia altres futbolistes com Wissam Ben Yedder.
El pare de Mahrez també havia jugat a futbol a Algèria. Quan Mahrez tenia quinze anys, el seu pare es va morir d'un atac de cor. Ha declarat que "no sé si vaig començar a ser més seriós, però després de la mort del meu pare, les coses em van començara funcionar. Potser dins del meu cap, ho desitjava més".

## Carrera en clubs

### Primers anys
Encara que sovint els equips el passaven per alt a causa de la seva complexió prima, Mahrez va desenvolupar una gran habilitat amb la pilota que el feia notar.
Va entrar a l'AAS Sarcelles el 2004.
El 2009, Mahrez va fitxar pel Quimper, del campionat de França amateur, jugant 22 partits i marcant dos gols en la seva primera temporada. Mentre jugava amb el Quimper vivia amb Mathias Pogba, el germà de Paul Pogba.
Va arribar a Le Havre el 2010, rebutjant ofertes d'equips de primera línia com el Paris Saint-Germain i l'Olympique de Marsella, atret pel seu sistema de formació. Va començar jugant al segon equip, Le Havre II, abans de passar al primer, on va jugar 60 partits i va marcar sis gols a la Ligue 2 francesa, entre 2011 i la seva marxa el gener de 2014. Va criticar la Ligue 2 perquè considerava que els equips s'arrepenjaven massa en la defensa, buscant l'empat sense gols a cada partit.

### Manchester United

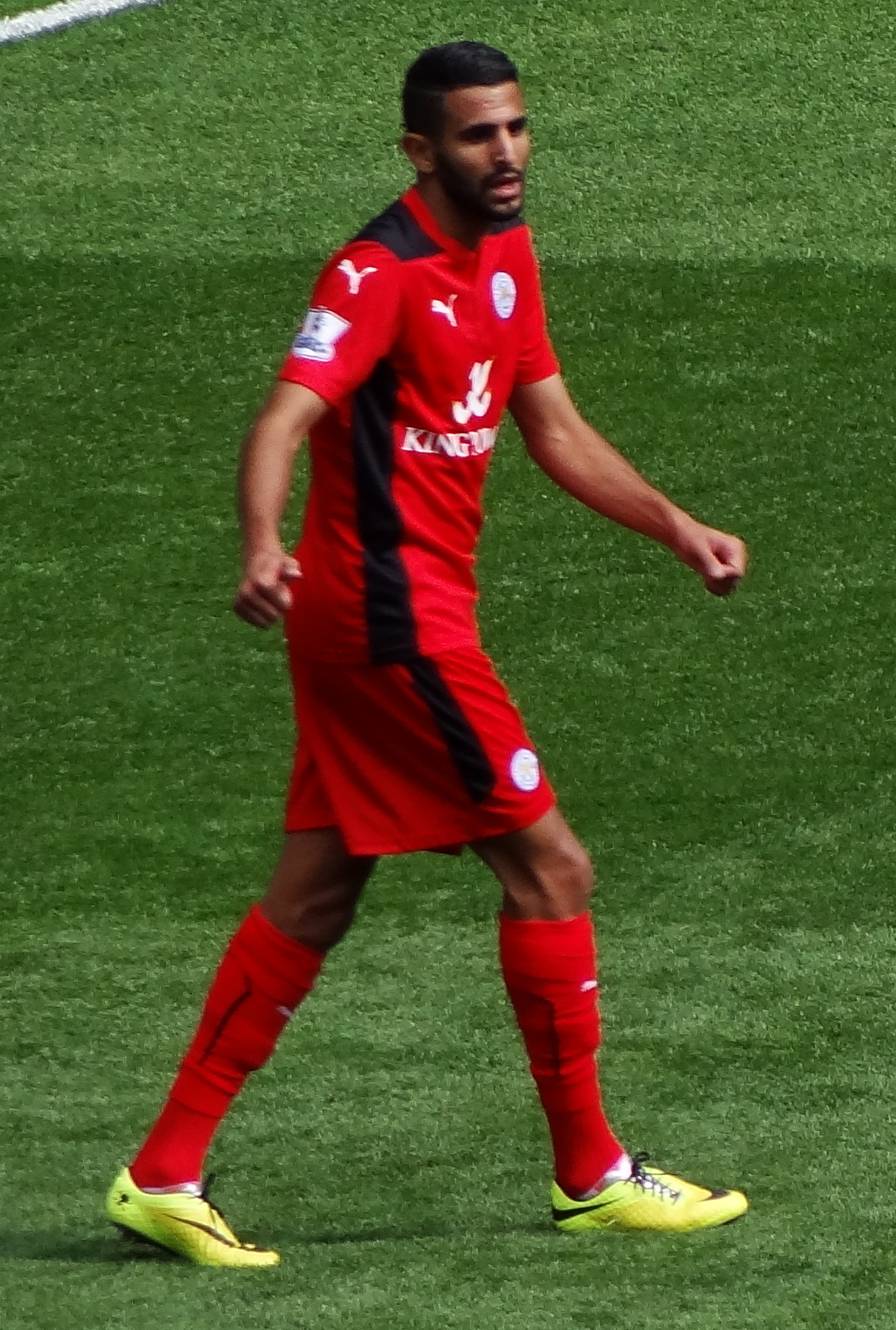
Mahrez jugant amb el Leicester el 2014

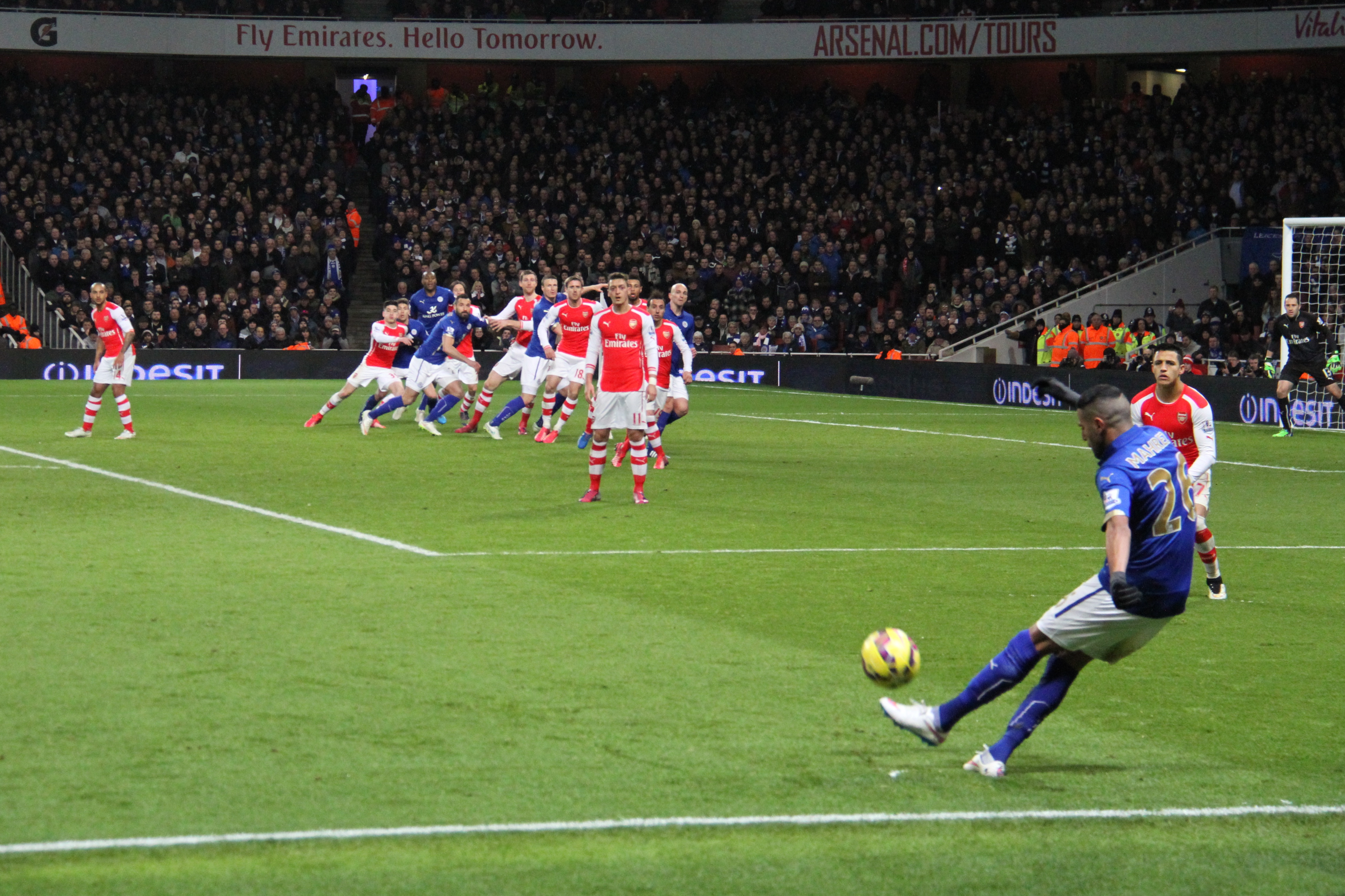
Mahrez xutant un tir lliure en un partit contra l'Arsenal FC el febrer de 2015.

#### Temporada 2013–14
Mentre Mahrez jugava a Le Havre, Steve Walsh, que treballava per al club de la Championship anglesa Leicester City va anar a vigilar el seu company d'equip Ryan Mendes, però va quedar impressionat amb Mahrez. Mahrez no havia sentit mai a parlar del Leicester, i al principi es pensava que era un club de rugbi. L'11 de gener de 2014, va signar un contracte per tres anys i mig. Els seus amics i la seva família no ho veien clar al principi, perquè pensaven que el futbol anglès era massa físic i creien que el seu estil de joc seria més apropiat per Espanya.
Mahrez va debutar el 25 de gener de 2014, entrant en el minut 79 substituint el seu company Lloyd Dyer, en una victòria per 2–0 contra el Middlesbrough. Després de jugar quatre partits com a substitut i marcar el seu primer gol per al club, que suposava l'empat al minut 82 contra els rivals locals Nottingham Forest, el manager Nigel Pearson va anunciar el febrer de 2014 que veia Mahrez a punt per ser titular. El Leicester va acabar la temporada guanyant la Championship, retornant a la Premier League per primera vegada en deu anys.

#### Temporada 2014–15
Mahrez va debutar a la Premier League el 16 d'agost de 2014, i va marcar-hi el primer gol el 4 d'octubre de 2014 en un empat 2–2 amb el Burnley FC. Mahrez va ser part fonamental de l'equip que va guanyar set dels últims nou partits de la temporada per evitar el descens. Va marcar tots dos gols en una victòria per 2–0 contra el Southampton el 9 de maig i va acabar la temporada amb quatre gols i tres assistències en 30 partits.

#### Temporada 2015–16
Va signar un nou contracte per quatre anys amb el Leicester l'agost de 2015. El 8 d'agost de 2015, Mahrez va marcar dos gols en el primer partit de la temporada contra el Sunderland en una victòria a casa per 4–2. El capità Wes Morgan va declarar que era "el que guanyava els partits" per al club, en mostrar un "estat de forma superb" que li va permetre marcar quatre gols en els tres primers partits de la temporada.
Després d'aquest principi de temporada, va rebre el premi al Jugador del Mes de la Premier League. El 3 de novembre de 2015, ja portava marcats set gols en 10 partits de la Premier League. El 5 de desembre, Mahrez va marcar un hat-trick en la victòria del Leicester contra el Swansea City per 3–0, que els donava el liderat, el feia arribar als deu gols i el convertia en el primer algerià que marcava un hat-trick a la Premier League. Mahrez i els seus companys a la línia de mitjos Marc Albrighton, N'Golo Kanté i Danny Drinkwater van rebre elogis pel seu paper en la ratxa del Leicester de principi de temporada, i l'entrenador Claudio Ranieri va dir que Mahrez i el davanter Jamie Vardy "no tenien preu" anticipant-se a la finestra de traspassos del gener.
El gener de 2016 el valor de fitxatge de Mahrez es calculava que havia pujat de 4,5 milions de lliures a 30,1 milions, cosa que suposava que estava entre els 50 jugadors més valuosos d'Europa. El mateix any, la popularitat de Mahrez al seu país d'origen va fer que el Leicester tingués gairebé el triple de seguidors de Facebook a Algèria que al Regne Unit. La barberia de Sarcelles on solia anar des de la infantesa va començar a rebre visites d'admiradors fins i tot des de Bèlgica, que volien el mateix tallat de cabells.
Mahrez va ser un dels quatre jugadors del Leicester que va sortir a l'equip ideal de l'any l'abril de 2016, i a finals de mes va rebre el premi al Jugador de l'Any. Fou el primer africà que el guanyava. Quan el Leicester va acabar la temporada guanyant el títol, Mahrez va convertir-se en el primer algerià que guanyava la Premier League.

#### Temporada 2016–17
Sóc ferotgement ambiciós i sento que ara és el moment de continuar cap a una nova experiència. Sempre he gaudit d'una bona relació amb el president i tothom del club, i espero haver pogut retornar la fe que van tenir amb mi amb el meu rendiment i compromís al camp durant el temps que he estat aquí. 
Va signar un nou contracte de quatre anys amb el Leicester l'agost de 2016. Fou nominat a la Pilota d'or l'octubre de 2016, quedant setè. Va guanyar el premi al futbolista africà de l'any el desembre de 2016. Mahrez no va tenir un gran temporada, sobretot amb el declivi de nivell del Leicester, però va ajudar a arribar als quarts de final de la Lliga de Campions per primera vegada, marcant quatre gols i fent dues assistències. El 6 de maig, Mahrez va jugar el seu partit número 100 a la Premier League amb el Leicester, contra el Watford, i va tornar a marcar.

#### Temporada 2017–18
Al final de la temporada 2016–17, Mahrez va anunciar que volia marxar del club. Després de l'anunci, l'entrenador de l'Arsenal FC, Arsene Wenger va declarar que estava interessat a fitxar-lo, i l'equip italià de la Roma va fer una oferta el juliol de 2017 que fou rebutjada. El mes d'agost va parlar de la seva "concentració" malgrat el seu futur incert al club. La Federació Algeriana de Futbol va informar el 31 d'agost, l'últim dia de la finestra de traspassos, que li havia permès de marxar de la concentració amb la selecció nacional i viatjar ràpidament a Europa per poder completar el seu traspàs a un club que hi estava interessat; aquest traspàs no es va materialitzar. El gener de 2018 va tornar a demanar que el traspassessin. Quan el fitxatge pel Manchester City va fracassar, Mahrez va deixar els entrenaments amb el Leicester. El seu comportament va rebre crítiques del comentarista i exjugador Chris Sutton. Mahrez va criticar les "suposicions falses" sobre la seva absència de l'equip, i més endavant va agrair el suport als seus companys d'equip.

### Manchester City
El 10 de juliol de 2018, el Manchester City va confirmar el fitxatge de Mahrez amb un contracte per cinc anys. El preu del fitxatge, 60 milions de lliures, va suposar un nou rècord per a futbolistes africans, i també el va convertir en el fitxatge més car del Manchester City, i la venda més cara del Leicester City. Va afirmar que volia guanyar la Lliga de Campions amb el club. Va debutar sortint com a titular el 5 d'agost, quan el City va aconseguir la Community Shield guanyant el Chelsea per 2–0 a Wembley.

### Al-Ahli
El 19 de juliol de 2023, la BBC va informar que el Manchester City havia arribat a un acord per traspassar Mahrez al club de la Lliga Professional Saudita Al-Ahli per una quota de 30 milions de lliures esterlines. El traspàs es va confirmar el 28 de juliol de 2023, amb Mahrez signant un contracte fins al 2027. L'11 d'agost de 2023, Mahrez va donar la seva primera assistència amb l'Al-Ahli en el seu primer partit oficial amb l'equip, assistint Roberto Firmino en la victòria contra l'Al-Hazem.

## Carrera internacional

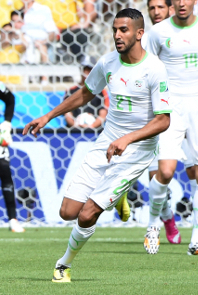
Mahrez jugant amb Algèria contra Bèlgica al Mundial de futbol de 2014.

El novembre de 2013, Mahrez, tot i que nascut a França, va declarar que volia representar Algèria en competicions internacionals. El van convocar per a l'equip provisional per al Mundial de 2014. El 31 de maig de 2014, Mahrez va debutar internacionalment amb les Guineus del Desert com a titular en un partit amistós de preparació contra Armènia, i després també va ser convocat per l'equip definitiu per al torneig el 2 de juny. Els mitjans de comunicació algerians van criticar la seva selecció i van acusar-lo d'haver pagat a l'entrenador Vahid Halilhodžić per tenir un lloc a l'equip. Mahrez va jugar en el primer partit del grup contra Bèlgica, però després no va jugar més; Algèria va arribar a vuitens.
El 15 d'octubre de 2014, Mahrez va marcar el seu primer gol en competició internacional, a més d'assistir Islam Slimani en la victòria d'Algeria per 3–0, al partit de qualificació per la Copa d'Àfrica de Nacions contra Malawi. El desembre de 2014 es va anunciar que estaria a l'equip algerià per la fase final a Guinea Equatorial per primera vegada.
Mahrez va ser convocat pel seleccionador Georges Leekens per a la Copa d'Àfrica de Nacions 2017 al Gabon. En el primer partit, va marcar tots dos gols en un empat contra Zimbabwe i va ser declarat Home del Partit.
A l'octubre de 2017, amb Algèria ja sense opcions de classificar-se per a la Copa del Món de la FIFA 2018, Mahrez i el seu company d'equip al Leicester en aquell moment, Islam Slimani, van ser exclosos de la selecció nacional, ja que el seleccionador Lucas Alcaraz va optar per convocar diversos jugadors nous.
El 18 de novembre de 2018, en un partit de classificació per a la Copa d'Àfrica de Nacions 2019, Mahrez va marcar un doblet en la victòria per 4-1 contra la selecció del Togo, aconseguint el seu primer gol amb la selecció des de la Copa d'Àfrica de Nacions 2017, i ajudant Algèria a classificar-se per a la competició.
El maig de 2019, va ser inclòs en la llista de 23 jugadors d'Algèria per a la Copa d'Àfrica de Nacions 2019. Per decisió del seleccionador Djamel Belmadi, Mahrez va ser designat capità de la selecció al torneig.
Mahrez va marcar un gol al minut 46 en la victòria per 2-1 contra la selecció de Nigèria a les semifinals del torneig. Finalment, Algèria es va proclamar campiona del torneig, aconseguint el seu primer títol des del 1990.
Mahrez va capitanitzar Algèria a la Copa d'Àfrica de Nacions 2021, ajornada i celebrada al gener de 2022.

## Vida privada
Mahrez va casar-se amb la seva núvia anglesa Rita Johal el 2015. La seva filla va néixer a finals del mateix any.
Mahrez és musulmà practicant. El juny de 2017, va fer el pelegrinatge Umra a la Meca.

## Estadístiques

### Club
A 5 d'agost de 2018
| Club            | Temporada     | Lliga          | Lliga   | Lliga | Copa nacional | Copa nacional | Copa de la lliga | Copa de la lliga | Europa  | Europa | Altres  | Altres | Total   | Total |
| Club            | Temporada     | Divisió        | Partits | Gols  | Partits       | Gols          | Partits          | Gols             | Partits | Gols   | Partits | Gols   | Partits | Gols  |
| --------------- | ------------- | -------------- | ------- | ----- | ------------- | ------------- | ---------------- | ---------------- | ------- | ------ | ------- | ------ | ------- | ----- |
| Quimper         | 2009–10       | CFA            | 27      | 1     | 0             | 0             | —                | —                | —       | —      | —       | —      | 27      | 1     |
| Le Havre II     | 2010–11       | CFA            | 32      | 13    | 0             | 0             | 0                | 0                | —       | —      | —       | —      | 32      | 13    |
| Le Havre II     | 2011–12       | CFA            | 25      | 11    | 0             | 0             | 0                | 0                | —       | —      | —       | —      | 25      | 11    |
| Le Havre II     | 2012–13       | CFA            | 3       | 0     | 0             | 0             | 0                | 0                | —       | —      | —       | —      | 3       | 0     |
| Le Havre II     | Total         | Total          | 60      | 24    | 0             | 0             | 0                | 0                | —       | —      | —       | —      | 60      | 24    |
| Le Havre        | 2011–12       | Ligue 2        | 9       | 0     | 0             | 0             | 0                | 0                | —       | —      | —       | —      | 9       | 0     |
| Le Havre        | 2012–13       | Ligue 2        | 34      | 4     | 4             | 1             | 1                | 0                | —       | —      | —       | —      | 39      | 5     |
| Le Havre        | 2013–14       | Ligue 2        | 17      | 2     | 0             | 0             | 2                | 3                | —       | —      | —       | —      | 19      | 5     |
| Le Havre        | Total         | Total          | 60      | 6     | 4             | 1             | 3                | 3                | —       | —      | —       | —      | 67      | 10    |
| Leicester City  | 2013–14       | Championship   | 19      | 3     | 0             | 0             | 0                | 0                | —       | —      | —       | —      | 19      | 3     |
| Leicester City  | 2014–15       | Premier League | 30      | 4     | 1             | 0             | 1                | 0                | —       | —      | —       | —      | 32      | 4     |
| Leicester City  | 2015–16       | Premier League | 37      | 17    | 0             | 0             | 2                | 1                | —       | —      | —       | —      | 39      | 18    |
| Leicester City  | 2016–17       | Premier League | 36      | 6     | 2             | 0             | 0                | 0                | 9       | 4      | 1       | 0      | 48      | 10    |
| Leicester City  | 2017–18       | Premier League | 36      | 12    | 3             | 0             | 2                | 1                | —       | —      | —       | —      | 41      | 13    |
| Leicester City  | Total         | Total          | 158     | 42    | 6             | 0             | 5                | 2                | 9       | 4      | 1       | 0      | 179     | 48    |
| Manchester City | 2018–19       | Premier League | 0       | 0     | 0             | 0             | 0                | 0                | 0       | 0      | 1       | 0      | 1       | 0     |
| Total carrera   | Total carrera | Total carrera  | 305     | 73    | 10            | 1             | 8                | 5                | 9       | 4      | 2       | 0      | 334     | 83    |

1. ↑  Inclou la Copa de França i la FA Cup
2. ↑  Inclou la Coupe de la Ligue i la League Cup
3. 1 2  Tots els partits a la Lliga de Campions de la UEFA
4. 1 2  Partit de la Community Shield

### Com a internacional
A partit jugat el 7 de juny de 2018
| Algèria | Algèria | Algèria |
| Any     | Partits | Gols    |
| ------- | ------- | ------- |
| 2014    | 9       | 2       |
| 2015    | 13      | 2       |
| 2016    | 5       | 2       |
| 2017    | 8       | 2       |
| 2018    | 4       | 0       |
| Total   | 39      | 8       |

## Palmarès
Leicester City
- Premier League: 2015–16[88]
- Football League Championship: 2013–14[16]

Manchester City
- Lliga de Campions de la UEFA: 2022-23
- 4 Premier League: 2018-19, 2020-21, 2021-22, 2022-23
- 2 Copes angleses: 2018-19, 2022-23
- 3 Copes de la lliga anglesa: 2018-19, 2019-20, 2020-21
- Community Shield: 2018[60]

Selecció algeriana
- Copa d'Àfrica: 2019

Individual
- Futbolista algerià de l'any: 2015,[89] 2016[90]
- Equip ideal de l'any a la lliga anglesa: 2015–16 Premier League[32]
- Jugador de l'any per l'associació de jugadors professionals: 2015–16[33]
- Jugador de l'any pels afeccionats: 2016[91]
- Jugador de l'any del Leicester City: 2015–16[92]
- Futbolista africà de l'any per la BBC: 2016[40]
- Futbolista àrab de l'any El Heddaf: 2016[93]
- Futbolista africà de l'any Lion d'Or: 2016[94][95]
- Futbolista africà de l'any per la CAF: 2016[96]
- Equip ideal de l'any per la CAF: 2016[97]